# Allium haematochiton
Allium haematochiton — вид трав'янистих рослин родини амарилісові (Amaryllidaceae), поширений у штаті Каліфорнія, США і штаті Нижня Каліфорнія, Мексика.

## Опис
Цибулин 2–3+, довгасті, 2–3 × 1–1.5 см; зовнішні оболонки містять одну цибулину, ± червонувато-коричневі, перетинчасті; внутрішні оболонки від глибокого червоного до білого забарвлення. Листки стійкі, зелені в період цвітіння, 3–6; листові пластини циліндричні, трикутні 15–30 см × 1–4 мм. Стеблини стійкі, 1–2, скупчені, прямостійні, 10–40 см × 1–3 мм. Зонтик стійкий, прямостійний, компактний, 10–30-квітковий, півсферичний, цибулинки невідомі. Квіти дзвінчасті, 6–8 мм; листочки оцвітини прямостійні, від білих до трояндових з темнішою серединною жилкою, від широко яйцюватих до ланцетно-яйцюватих, ± рівні, краї цілі, верхівки гострі. Пиляки білі; пилок білий до темно-сірого. Насіннєвий покрив тьмяний. 2n = 14.
Період цвітіння: березень — травень.

## Поширення
Поширений у штаті Каліфорнія, США і штаті Нижня Каліфорнія, Мексика.
Населяє сухі схили та хребти глинистого або кам'янистого ґрунту; 50–800 м.